# Caciomorpha buquetii
Caciomorpha buquetii là một loài bọ cánh cứng trong họ Cerambycidae.